# 成瀬ダム
成瀬ダム（なるせダム）は、秋田県雄勝郡東成瀬村の成瀬川に建設が進められている多目的ダム。

## 概要
1987年、1994年に成瀬川で発生した洪水被害、流域の農業用水、生活用水の不足などの水問題に対応するとともに、水力発電の機能が付与されたダムの建設が進められている。
堤体構造はCSG（Cemented Sand and Gravel: セメントで固めた砂れきで造るダム）、堤高114.5m、総貯水容量7,850万立方メートル、着工1983年、完成予定2022年。

## 歴史
1973年に県が予備調査を開始し、1991年度から東北地方整備局による直轄施工に移行する中で、環境破壊や過疎化による水利利用者の減少などを理由にした反対運動が起こった。さらに2009年、民主党政権が誕生すると公共事業の見直しが始まり、成瀬ダムを含む国土交通省直轄ダムも見直しの対象となった。国土交通省は、次年度の各事業の費用対効果分析結果を発表。成瀬ダムは1.6として事業継続を妥当としたが、同年10月には国土交通大臣がダム本体が未着工のダムは建設を認めない方針を打ち出し、成瀬ダムの工事は一時中止となった。2012年1月25日、国土交通省は建設を再開した。

### ダム建設をめぐる裁判
建設に反対する市民団体のメンバーらは、下流の横手市がダム建設負担金を支出していることに着目し、公金支出の差し止めを求める訴訟を起こしたが、秋田地方裁判所は2016年10月13日、「建設費負担金の支出は適法」として原告側の訴えを退けた。さらにメンバーらは、仙台高等裁判所秋田支部に控訴したが、こちらも2017年4月26日に棄却されている。

### 栗駒山のハザードマップと成瀬ダム
2014年、御嶽山の噴火により多数の死傷者が出ると、国は2015年に法改正を行い関係自治体に防災協議会設置と避難体制の協議を義務づけた。成瀬ダムの上流の栗駒山でも2016年に火山防災協議会が設置、ハザードマップと避難計画を策定されたが、このマップでは秋田県側にも広範囲に被害が及び、成瀬ダムの位置にも泥流が到達することが明らかになっている。